# Systropha ugandensis
Systropha ugandensis är en biart som beskrevs av Cockerell 1931. Systropha ugandensis ingår i släktet Systropha och familjen vägbin. Inga underarter finns listade i Catalogue of Life.